# Eugen Schlegel (Filmemacher)
Eugen Schlegel (russ. Евгений Шлегель; * 1975 in Karaganda, Kasachische SSR) ist ein Filmemacher sowie Kameramann.

## Leben
Eugen Schlegel – dessen Familie zur deutschsprachigen Minderheit in der Sowjetunion gehörte – kam als 15-Jähriger nach Deutschland. Nach der Schule und Zivildienst in seiner neuen Heimat wurde er zunächst Zahntechniker, woraufhin jedoch eine dreijährige Arbeit als Kameraassistent für Spiel- sowie Dokumentarfilme im überwiegenden Bezug zu dem Leben in der UdSSR folgte. Schlegel absolvierte im Jahre 2008 erfolgreich die Babelsberger Filmhochschule als Diplom-Kameramann. Für seine Arbeit als Kameramann und junger Filmemacher erhielt Eugen Schlegel mehrere internationale Auszeichnungen. Sein Dokumentarfilm Heimat in der Fremde, der die Eingliederung junger Deutscher aus Russland behandelt, wurde für den Integrationspreis 2007 nominiert. Zuletzt wurde der Dokumentarfilm „The Other Chelsea“ wo Eugen Schlegel für die Kameraarbeit verantwortlich war, im Jahre 2011 mit dem Max-Ophüls-Preis und 2012 mit dem Grimme-Preis gewürdigt.

## Filmografie (Auswahl)
- Am seidenen Faden, Kas. 2000
- Mascha & Kiril, Kas. 2001
- Arbeitstempo, Rus. 2002
- Samagon, BY. 2004
- 89mm, D. 2005
- Die Massnahme, D. 2005
- Welche Richtung geht’s nach Hause, D. 2006
- Leben auf dem Vulkan, D. 2007
- Heimat in der Fremde, D. 2007
- Die Vatersucherin, A. 2007
- Auf Jamal, D. 2008
- Der Fall Chodorkowski, D. 2008
- Ballada, D. 2009
- The Other Chelsea, D. 2011
- Land in Sicht, D. 2012/13
- Bornholm Strasse, D. 2013
- Deutschland Deine Liebe(n), D. 2014
- Constructing Sotschi, D. 2014
- Das Murtal, A. 2016
- Sea Tomorrow, Kas. D. 2013/16
- Posten Nr 6, D.2017